# Ассоциация документальной электросвязи
Ассоциация документальной электросвязи (АДЭ, ОГО «АДЭ») — некоммерческое объединение государственных и коммерческих организаций, миссия которого — через деятельность этих организаций быть катализатором реализации потребностей граждан, бизнеса и органов государственной власти в инфокоммуникационных технологиях и технологиях информационной безопасности.
АДЭ образовано в соответствии с Распоряжением Правительства Российской Федерации от 19 января 2000 года № 77р и зарегистрировано Министерством юстиции 5 ноября 2001 года. Является правопреемником общественного объединения «Ассоциация документальной электросвязи», созданного 30 августа 1994 года.

## Члены
Членами АДЭ являются более 50 организаций. В их числе операторы связи, производители и поставщики технических средств, системные интеграторы, научные и учебные организации, юридические и консалтинговые компании, федеральные органы исполнительной власти, среди которых: Академия ФСО России, ВымпелКом, Газпром космические системы, Intel, ИнфоТеКС, Космическая связь, Координационный центр национального домена сети Интернет, Лаборатория Касперского, МВД Российской Федерации, МегаФон, Межрегиональный ТранзитТелеком, Министерство цифрового развития, связи и массовых коммуникаций Российской Федерации, МИФИ, Мобильные ТелеСистемы, МГЛУ, MSK-IX, МТУСИ, МФИ Софт, НИИ Восход, Пенсионный фонд Российской Федерации, Российская академия наук, Ростелеком, СПбГУТ им. профессора М. А. Бонч-Бруевича, Tele2 Россия, ФСО Российской Федерации, ФСБ Российской Федерации, ФСТЭК России, Яндекс и другие.

## Структура и деятельность
Область деятельности АДЭ охватывает широкий круг вопросов. В качестве основных направлений можно выделить:
- разработка проектов нормативных документов в области развития ИКТ-инфраструктуры и обеспечения доверия и безопасности при использовании ИКТ;
- проведение исследований;
- подготовка предложений для федеральных органов власти;
- подготовка экспертных заключений по проектам нормативных документов;
- участие в международной стандартизации;
- ведение учебной и просветительской деятельности.

Работа по указанным направлениям осуществляется в рамках комитетов и рабочих групп (в настоящее время в АДЭ действуют 3 комитета и 7 рабочих групп). В числе разработанных АДЭ и одобренных Регулятором предложений:
- развитие IP-телефонии;
- упрощение процедуры частотных присвоений;
- управление ССОП при ЧС и в условиях ЧП;
- совершенствование регулирования отрасли ИКТ, интегрирующей связь, вещание и информационные технологии;
- совершенствование реализации СОРМ на ССОП;
- вклады в МСЭ по развитию ИКТ-инфраструктуры и обеспечению доверия и безопасности при использовании ИКТ;
- повышение культуры информационной безопасности;
- совершенствование подготовки специалистов для отрасли ИКТ;
- повышение качества оказания услуг связи;
- интеграция телекоммуникационных и не телекоммуникационных сервисов;
- использование технологии IMS на ССОП.

Основные задачи Исполнительного комитета АДЭ:
- Определение основных направлений деятельности АДЭ.
- Обсуждение инициатив и проектов АДЭ.
- Утверждение бюджета АДЭ.
- Утверждение документов, распространяемых от имени АДЭ.

Основные задачи исполнительной дирекции АДЭ:
- Обеспечение выполнения годового бюджета
- Организационная поддержка деятельности комитетов и рабочих групп
- Организация выполнения проектов и хозяйственных договоров
- Взаимодействие с членами АДЭ и их информационное обеспечение
- Маркетинг, реклама и связи с общественностью
- Организация конференций и региональных совещаний
- Обеспечение работы базовой кафедры АДЭ
- Обеспечение работы курсов по обучению новым технологиям инфокоммуникаций и информационной безопасности
- Ведение сайта АДЭ
- Выпуск журнала АДЭ
- Выпуск электронных бюллетеней

## Мероприятия

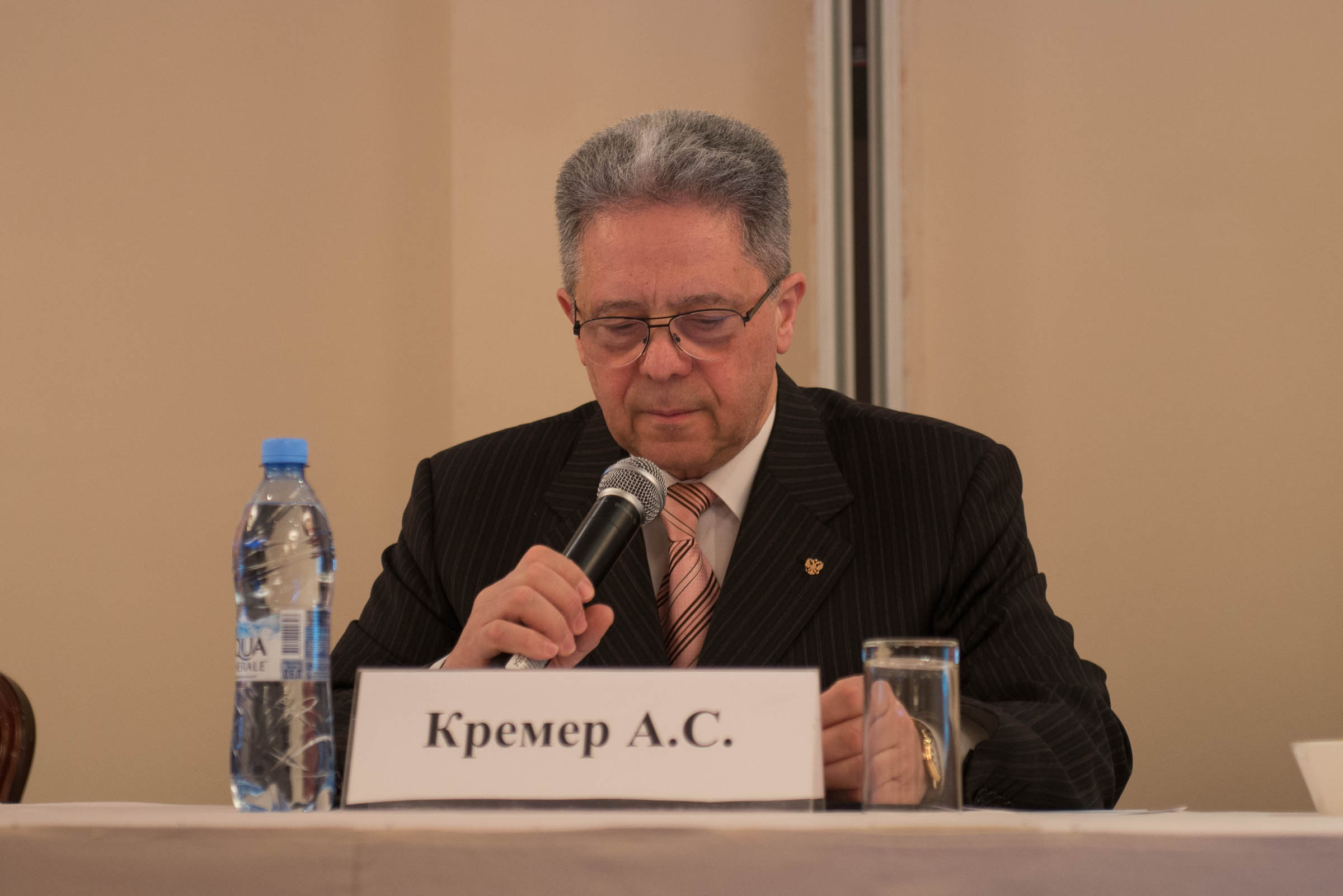
Президент АДЭ Аркадий Соломонович Кремер на конференции «Обеспечение доверия и безопасности при использовании ИКТ» 28 марта 2017 года

С момента образования АДЭ проведено более 50 общероссийских и международных конференций по актуальным вопросам развития инфокоммуникаций и обеспечения информационной безопасности.
- В 1998 году АДЭ провела в Москве годовую конференцию-выставку «Электронные сообщения — неотъемлемая часть современного бизнеса»[6]. Тогда у ассоциации еще не было статуса общественно-государственного объединения. На конференции присутствовало свыше 200 руководителей и экспертов фирм, занимающихся телекоммуникационным и компьютерным бизнесом, из 24 городов и регионов России и некоторых зарубежных компаний и международных организаций.
- 28-29 марта 2002 года в московском отеле «Аэростар» общественно-государственное объединение «Ассоциация документальной электросвязи» при поддержке Минсвязи России, аппарата Совета Безопасности России, Гостехкомиссии России, ФАПСИ, МВД России, ФСБ России провело практическую конференцию «Безопасность телекоммуникационных и информационных технологий для взаимодействия граждан, бизнеса и органов государственной власти»[7].
- С 13 по 15 сентября 2005 года в Москве под эгидой Ассоциации Документальной Электросвязи проведена 6-я международная конференция «Состояние и перспективы развития Интернета в России»[8]. На заседании одной из секций по тематике «Эффективность и бизнес-модели предоставления телемедицинских услуг» выступили такие известные специалисты, как Б. А. Кобринский (Московский НИИ педиатрии и детской хирургии), М. Ю. Андреев («Стэл — компьютерные системы») — «Технологическое обеспечение системы оказания телемедицинских услуг», И. В. Емелин (ГлавНИВЦ УД Президента РФ) — «Разработка телемедицинских стандартов ISO».
- В апреле 2008 г. состоялась 7-я международная конференция «Безопасность и доверие при использовании инфокоммуникационных сетей и систем». Организатор конференции — общественно-государственное объединение «Ассоциация документальной электросвязи» (АДЭ)[9]. Состоялся обмен опытом разбора инцидентов, взаимодействия с правоохранительными органами.
- В мае 2015 года в рамках выставки «Связь-Экспокомм 2015» прошел первый Большой Медиа-Коммуникационный Форум. В первый день форума также состоялась молодежная конференция Ассоциации документальной электросвязи для студентов и лицеистов — «Этические, культурологические и цивилизационные проблемы работы в сети Интернет», которая призвана содействовать повышению культуры информационной безопасности[10].
- Так же 29 мая 2015 года общественно-государственное объединение «Ассоциация документальной электросвязи» при участии представителей Министерства связи и массовых коммуникаций Российской Федерации провело конференцию «Управление качеством связи в Российской Федерации»[11]. В рамках конференции состоялось профессиональное обсуждение одноименной концепции — документа, созданного в рамках стратегической работы Минкомсвязи России по совершенствованию нормативно-правовой базы отрасли телекоммуникаций.
- С 12 по 13 октября 2016 года в Москве состоялась XVI международная конференция АДЭ «Состояние и перспективы развития российской ИКТ-инфраструктуры»[12]. В программу конференции вошли заседания по актуальным направлениям развития ИКТ-инфраструктуры, совершенствования нормативной правовой базы, а также вопросам импортозамещения и экспортоориентированности.
- 28-29 марта 2017 года в отеле Марриотт Гранд состоялась 15-я ежегодная конференция «Обеспечение доверия и безопасности при использовании ИКТ». Организатором мероприятия является общественно-государственное объединение «Ассоциация документальной электросвязи»[13]. Конференция была призвана оказать содействие в реализации положений новой Доктрины информационной безопасности Российской Федерации, утвержденной в декабре 2016 года.
- XVII конференция «Состояние и перспективы развития российской ИКТ-инфраструктуры» — октябрь 2017[14]

## Базовая кафедра

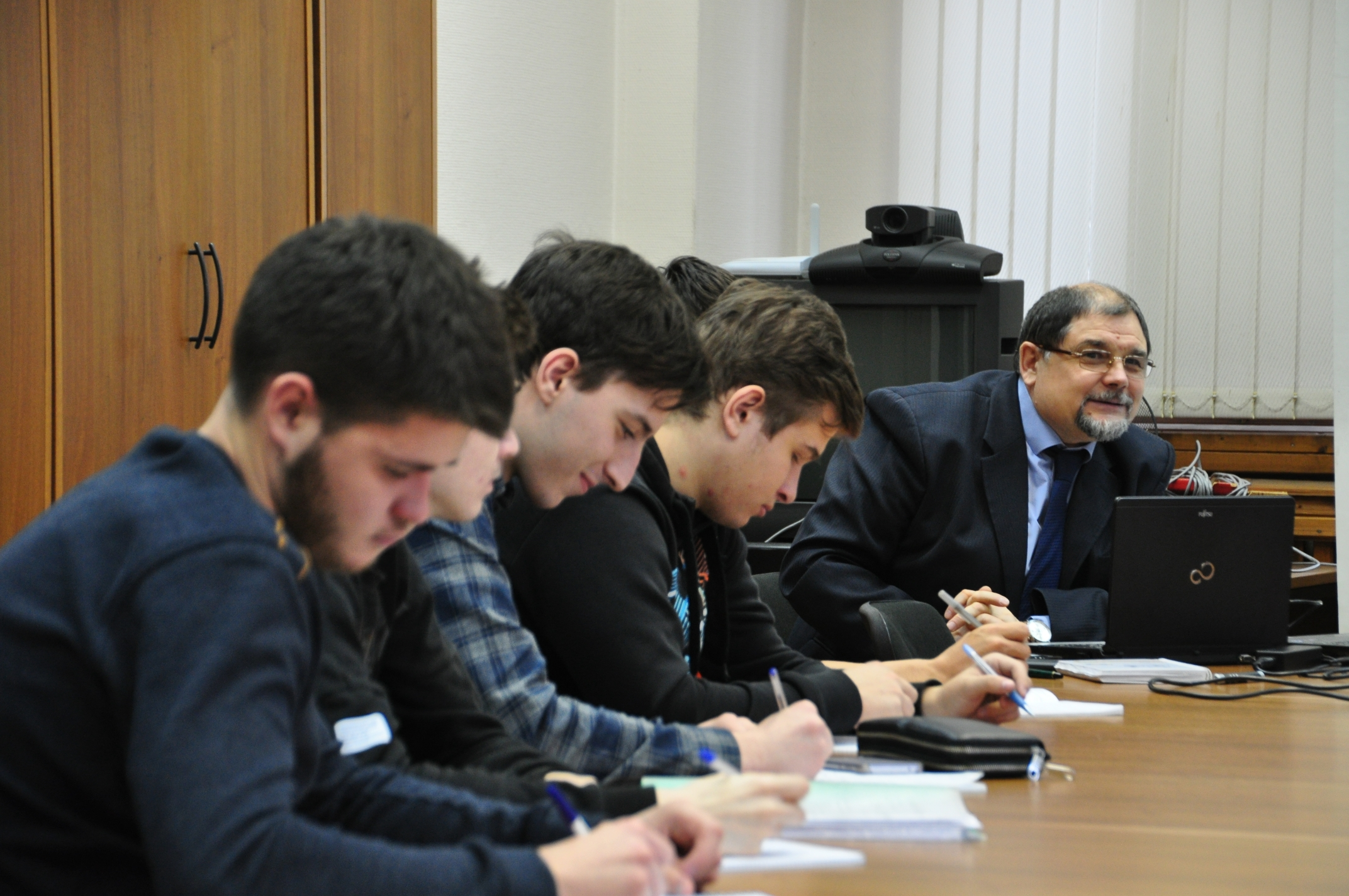
С. А. Мальянов (ПАО «ВымпелКом») читает лекцию на кафедре ТЭОД

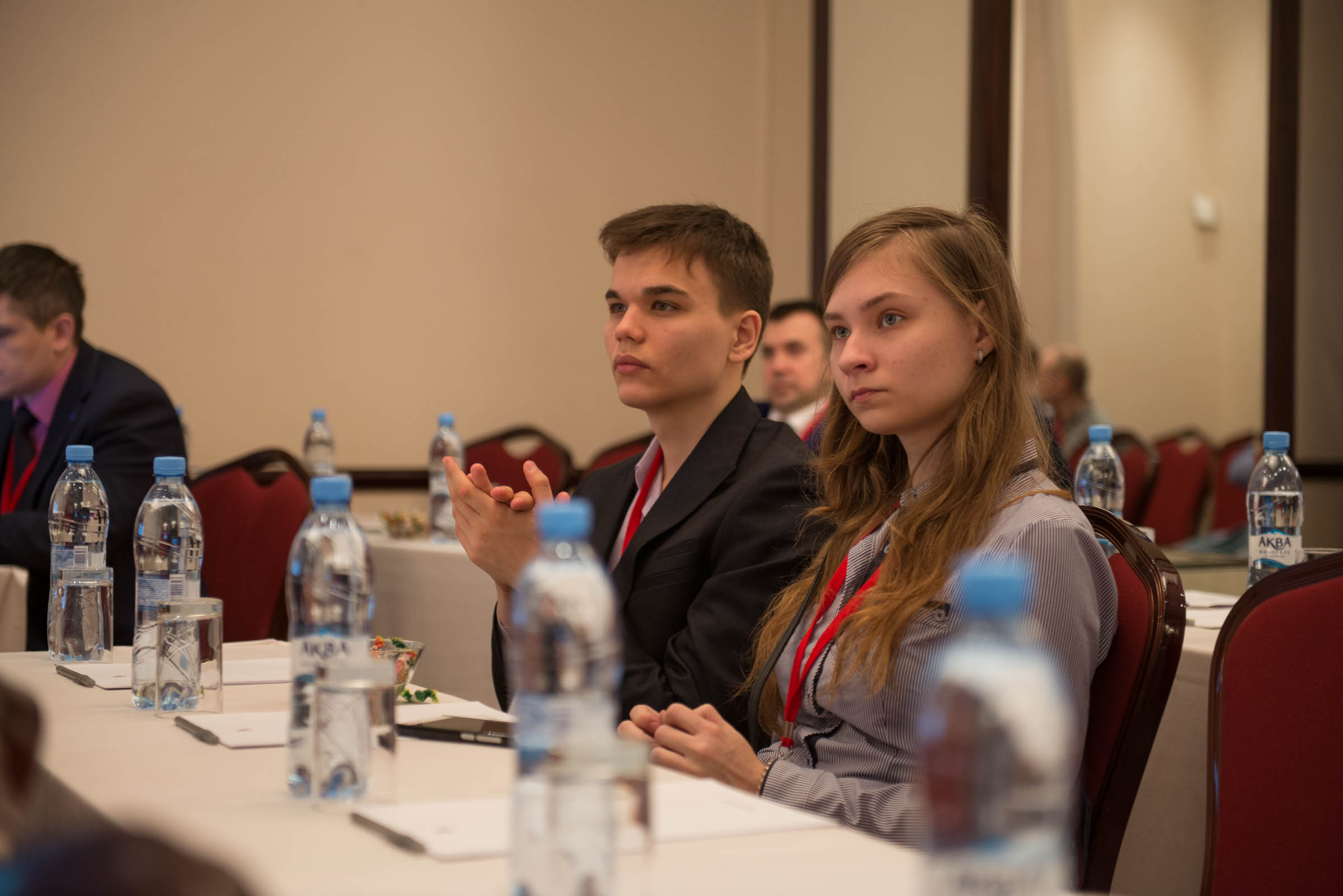
Студенты на конференции АДЭ

С 1 сентября 1997 года в Московском техническом университете связи и информатики работает базовая кафедра АДЭ «Технологии электронного обмена данными», на которой проходят обучение бакалавры и магистры. Кафедра создана во исполнение решения Ученого совета МТУСИ в соответствии с приказом ректора. Специалисты организаций — членов АДЭ участвуют в работе базовой кафедры. Студенты, обучающиеся на кафедре, принимают участие в мероприятиях проводимых АДЭ (конференции и семинары), направляются на производственную и преддипломную практику в организации — члены АДЭ.
Целевая подготовка студентов проводится по следующим дисциплинам:
- Системы и средства обеспечения информационной безопасности
- Средства обеспечения информационной безопасности в сетях передачи данных
- Основы функционирования универсальных сетевых платформ
- Основы построения универсальных сетевых платформ
- Комплексное обеспечение информационной безопасности инфокоммуникационных сетей и систем
- Телематические службы
- Основы технологии сети Интернет